# Erdal Merdan
Pour les articles homonymes, voir Merdan (homonymie).
Erdal Merdan (né le 8 avril 1949 à Kayseri, en Turquie et mort le 24 mars 2010 à Brannenburg, en Bavière) est un écrivain, dramaturge, acteur et directeur de théâtre allemand.

## Œuvres

### Pièces radiophoniques
- Das Opferfest (1982)
- Freunde (1983, avec Gretel Scherzinger)

### Pièces de théâtre
- Aladdin und die müde Lampe (1986, avec Gretel Merdan)
- Leyla, Leyla (1986, avec Gretel Merdan)
- Ayschegül und der schwarze Esel (1991)

## Filmographie
- Tatort: Tod im U-Bahnschacht (1975)
- Bülbül ve Gül (1978)
- Alamanya, Alamanya – Germania, Germania (1979)
- Im Niemandsland (1983),
- Feuer für den großen Drachen (1984)
- Voyage vers l'espoir (1990)
- Tatort: Die chinesische Methode (1991)
- Polizeiruf 110: Gespenster (1994)
- Der Pirat (1998)